# Світличний Олександр Миколайович
Олекса́ндр Світли́чний (нар. 23 серпня 1972, Харків) — український гімнаст, срібний призер Олімпійських ігор.
Фізичні дані: вага — 60 кг, зріст — 164 см.
Тренувався в спортивному товаристві «Динамо».
На Олімпіаді 1996 р. в Атланті здобув бронзову медаль у складі збірної України.
На Олімпіаді 2000 р. в Сіднеї здобув срібну медаль у складі збірної України.
Старший тренер збірної команди України зі спортивної гімнастики.